# Argentina en los Juegos Olímpicos de México 1968
La participación de Argentina en los Juegos Olímpicos de México 1968 fue la décima actuación olímpica oficial organizada por el Comité Olímpico Argentino. La delegación presentó 96 deportistas, de los cuales sólo cinco eran mujeres. El abanderado fue el jinete y capitán Carlos Moratorio, ganador de la medalla de plata en los Juegos anteriores.
El equipo olímpico obtuvo dos medallas de bronce y una diploma olímpico (puesto premiado). En el medallero general ocupó la posición n.º 41 sobre 112 países participantes. Las medallas fueron obtenidas en remo y boxeo.
En los Juegos Olímpicos de México 1968 se inscribieron por primera vez más de cien países, registrando de ese modo los procesos de descolonización y organización de nuevos países independientes en todo el mundo, que venía produciéndose desde que finalizara la Segunda Guerra Mundial en 1945. El proceso continuaría progresando y en Sídney 2000 se alcanzaría la cantidad de 200 países, lejos de los 44 países que actuaron en París 1924, cuando la Argentina presentó su primera delegación oficial.
La actuación olímpica de Argentina en México 1968 formó parte de un período de magros resultados, afectado por razones políticas y de escaso apoyo estatal al deporte olímpico, que había comenzado en los Juegos de Melbourne 1956. Fue la primera vez que la Argentina no obtuvo ninguna medalla de oro o plata y las dos medallas obtenidas se encontraban muy por debajo de las entre cuatro y siete medallas por juego obtenidas entre París 1924 y Helsinki 1952. El rendimiento olímpico argentino recién recuperaría en 2004 los niveles que tuvo en el período 1924-1952. Los Juegos de México también marcaron el fin del alto rendimiento olímpico mostrado por el boxeo argentino desde los Juegos de París 1924.

## Medalla de bronce en remo
- Alberto Demiddi (24) obtuvo medalla de bronce en remo, en la prueba de par de remos sin timonel. Demiddi había llegado en cuarta ubicación en los Juegos anteriores, saldría campeón mundial en 1970 y ganaría la medalla de plata olímpica en Múnich 1972.

Las pruebas de remo se realizaron en la pista olímpica de Remo y Canotaje “Virgilio Uribe”, en uno de los brazos del Canal de Cuemanco, de 2200 metros de largo, ubicada cerca de Xochimilco. Los favoritos eran el alemán occidental Jochen Meissner, el alemán oriental Achim Hill que llegaba con dos medallas de plata previas, el estadounidense John Van Blom, y el soviético Viktor Melnikov, teniendo en cuenta que los soviéticos habían ganado la medalla de oro en los cuatro Juegos anteriores.
Contrariando parcialmente las previsiones, Jochen Meissner tomó la punta junto con el holandés Jan Wienese y el argentino Alberto Demiddi, que dejaron atrás al resto. Sobre la mitad de la regata Wienese sacó una luz de ventaja sobre Meissner que mantuvo hasta el final, separados por 4,2 segundos, mientras que Demiddi llegó tercero a 4,79 segundos, con una clara ventaja sobre el estadounidense John Van Blom, que arribó 43,22 segundos después que el argentino.
| Remo: par de remo sin timonel       | Remo: par de remo sin timonel | Remo: par de remo sin timonel | Remo: par de remo sin timonel | Remo: par de remo sin timonel |
|                                     | Remero                        | País                          | Tiempo                        |                               |
| ----------------------------------- | ----------------------------- | ----------------------------- | ----------------------------- | ----------------------------- |
| 1                                   | Jan Wienese                   | Países Bajos                  | 7:47.80                       |                               |
| 2                                   | Jochen Meissner               | República Federal Alemana     | 7:52.00                       |                               |
| 3                                   | Alberto Demiddi               | Argentina                     | 7:57.19                       |                               |
| 4                                   | John Van Blom                 | Estados Unidos                | 8:00.51                       |                               |
| 5                                   | Achim Hill                    | República Democrática Alemana | 8:06.09                       |                               |
| 6                                   | Kenneth Dwan                  | Reino Unido                   | 8:13.76                       |                               |
| Fuente: México 68, Memoria Oficial. |                               |                               |                               |                               |

## Medalla de bronce en boxeo
El equipo argentino de boxeo, como fue habitual hasta México 1968, aportó una de las dos medallas obtenidas por la delegación, y el único diploma olímpico.
- Mario Guilloti (22 años) ganó la medalla de bronce en boxeo, en la categoría peso wélter (hasta 67 kg).[5] Guillotti enfrentó en la segunda ronda al ugandés Andrew Kajjo, venciéndolo por puntos (4-1). En tercera ronda venció al canadiense Donato Paduano, también por puntos en fallo unánime (5-0). En cuartos de final enfrentó al estadounidense Armando Muniz, venciéndolo en decisión dividida (4-1). En la segunda serie semifinal Guilloti debió combatir con el camerunés Joseph Bessala, quien lo derrotó con claridad en fallo unánime (5-0); Bessala perdería luego la final ante el alemán occidental Manfred Wolke y se convertiría en el primer deportista de Camerún en obtener una medalla olímpica, en la segunda actuación del país africano en los Juegos Olímpicos, luego de haberse independizado en 1960.[5]

La medalla de Guilloti fue la número 23 ganada por el boxeo argentino, es decir más de la mitad del total de las 43 medallas obtenidas por el país desde los Juegos Olímpicos de París 1924. Pero también marcó un momento de quiebre en el desempeño olímpico de este deporte. En adelante el equipo de boxeo dejaría de ser el principal sector aportante de medallas de la delegación argentina, y obtendrá una sola medalla en los siguientes nueve Juegos, la de Pablo Chacón en los de Atlanta 1996.

## Diplomas olímpicos (puestos premiados) y otros buenos resultados

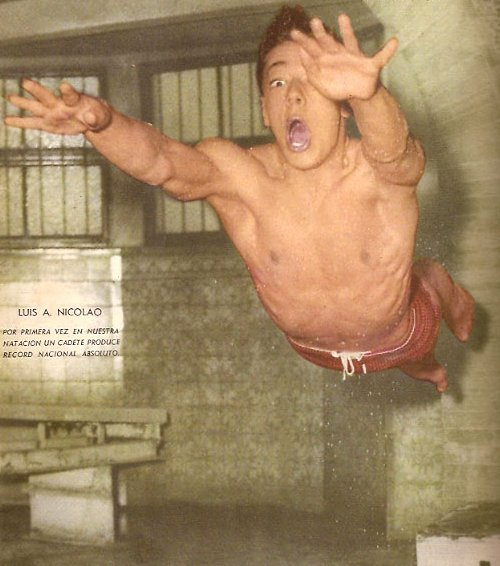
Los Juegos de México 1968 fueron los primeros en aceptar el estilo mariposa en natación. Luis Alberto Nicolao, dos veces plusmarquista mundial en 1962 y campeón estadounidense en 1965, era uno de los favoritos para obtener una medalla en 100 metros; sin embargo un embotellamiento de tránsito le impidió llegar a tiempo a la prueba.

Los atletas argentinos en México 1968 obtuvieron un solo diploma olímpico (puesto premiado).
 Miguel García, en boxeo, obtuvo el único diploma obtenido por la delegación argentina, al quedar  quinto en la categoría peso pluma.
Otros buenos resultados fueron:
- El equipo integrado por Juan Merlos, Carlos Álvarez, Roberto Breppe y Ernesto Contreras, en ciclismo, llegó 7.º en la prueba contra reloj por equipos.[6]
- Argentino Molinuevo, en equitación, salió 7.º en salto individual.[6]
- La tripulación integrada por Hugo Aberastegui, José Robledo, Juan Gómez, Guillermo Segurado y Rolando Locatelli, en remo, llegó 8.ª en cuatro pares de remos con timonel.[6]
- En natación:
  - Alberto Forelli finalizó 7.º en 100 metros pecho.[6]
  - Luis Alberto Nicolao finalizó 7.º en 100 metros libre.[7]

Influidos por la altura de la Ciudad de México (2240 m s. n. m.), los atletas argentinos obtuvieron varios récords argentinos: 
- En 400 metros con vallas (atletismo), Juan Carlos Dyrzka, durante una serie, logró un nuevo récord argentino con un tiempo de 49:82. El récord no había sido vencido aún en el año 2008.[8]
- En 100 metros llanos (atletismo), Andrés Roberto Calonge obtuvo el récord argentino con 10.39. El récord permaneció hasta 1998, cuando Carlos Alberto Gats marcó 10.23, y en 2008 permanecía como la quinta mejor marca histórica.[8]
- En 200 metros llanos (atletismo), Andrés Roberto Calonge obtuvo el récord argentino con 20.81. El récord permaneció hasta 1998, cuando Carlos Alberto Gats marcó 20.37, y en 2008 permanecía como la segunda mejor marca histórica.[8]
- En 400 metros llanos (atletismo), Juan Carlos Dyrzka obtuvo el récord argentino con 46.85. El récord permaneció hasta 1987, cuando José María Beduino marcó 46.78, y en 2008 permanecía como la quinta mejor marca histórica.[8]
- En 3000 metros con obstáculos (atletismo), Domingo Amaison obtuvo el récord argentino con 8:41.8. El récord permaneció hasta 1989, cuando Marcelo Fabián Cascabelo marcó 8:25.63, y en 2008 permanecía como la cuarta mejor marca histórica.[8]

## Circunstancias
En el equipo de natación se encontraba Luis Alberto Nicolao, varias veces plusmarquista mundial en 100 metros mariposa, y del cual se esperaba una medalla en esa prueba. Nicolao ganó su serie clasificatoria, pero perdió la posibilidad de competir en semifinales, debido a que llegó tarde a la prueba a causa del congestionamiento de tránsito de la capital mexicana. Finalmente la prueba de 100 metros mariposa fue ganada por Douglas Albert Russell, con un tiempo de 55.9, con Mark Spitz segundo (56.4) y Ross Wales tercero (57.2), tiempos que estaban dentro de las marcas de Nicolao.
En el equipo de boxeo se encontraba Víctor Galíndez (19 años), quien resultó derrotado por decisión unánime en la primera ronda, y que, años después, en 1974 sería campeón mundial peso mediopesado, uno de los tres iberoamericanos en conquistar el título.